# 1970年代香港學生運動
香港1970年代，大學的政治氣氛非常熱烈。這段時期，有人稱之為香港學運的火紅年代。
當時大學生（香港中文大學和香港大學）依其政治立場可分成三大派系：國粹派、社會派和自由派。不少學生運動的中堅份子，後來都成為了香港政壇、新聞界或文化界的要角。
- 國粹派：著重中國政策，優先維護中國利益，常與馬列社會主義相關。
- 社會派：重視改革香港社會，同樣信奉馬列社會主義，高舉「反資反殖」的旗幟。
- 自由派：與前兩派相比，自由派的影響力相對較小，但仍在學生中有一定支持。[1]

## 知名學運参與者

### 國粹派
- 吳清輝（前香港浸會大學校長）
- 陳載澧
- 崔綺雲（1972年港大《學苑》總編輯，曾任新華社副部長）
- 梁錦松
- 蔡素玉
- 陳毓祥（已故）
- 石鏡泉
- 麥華章
- 馮紹波（《香港經濟日報》社長）
- 鍾瑞明（全國政協委員）
- 陳文鴻
- 朱裕倫
- 齊禧慶
- 李殷泰
- 戴希立
- 楊耀忠
- 劉廼強（已故）
- 關品芳（教育界）
- 洪清田（文化評論界）
- 程翔
- 陳南（前《文匯報》副總編輯）
- 盧子健
- 馬力（已故）
- 吳正中（香港新一代文化協會要員。已故）

### 社會派
- 黎則奮
- 楊森
- 馮可立
- 張文光
- 陳漢森
- 王卓祺
- 曾澍基（已故）
- 張炳良
- 馮檢基

### 自由派
- 馬文輝
- 何俊仁
- 麥海華
- 梁耀忠
- 梁國雄
- 陳詠智（第七屆中大學生會會長）
- 何良懋（香港《亞洲週刊》前助理主責編輯、加拿大《星島》前總編輯）
- 麥宗民
- 李煒佳
- 嚴斯泰
- 李偉傑（太平山學會及支聯會發起人之一）
- 韋家祥
- 陳平中
- 陳德成
- 岑建勳
- 吳仲賢

## 参見
- 香港民主運動
- 學生運動
- 中國共產黨在香港的歷史